# Dalton Piercy
Dalton Piercy är en ort och civil parish i Storbritannien.   Den ligger i kommunen Borough of Hartlepool och riksdelen England, i den centrala delen av landet, 400 km norr om huvudstaden London. Dalton Piercy ligger 55 meter över havet och antalet invånare är 249.
Närmaste större samhälle är Hartlepool, 4,6 km öster om Dalton Piercy. 